# سوئد در مسابقه آواز یوروویژن
سوئد تاکنون ۵۹ بار در مسابقه آواز یوروویژن شرکت کرده‌است. اولین بارش در مسابقه آواز یوروویژن ۱۹۵۸ بود و بعد از آن فقط سه دوره از مسابقات شرکت نکرده‌است، ۱۹۶۴، ۱۹۷۰، ۱۹۷۶. سوئد یکی از موفقترین کشورهای یوروویژن است که تاکنون هفت بار برنده این مسابقات شده‌است، مسابقه آواز یوروویژن ۱۹۷۴، مسابقه آواز یوروویژن ۱۹۸۴، مسابقه آواز یوروویژن ۱۹۹۱، مسابقه آواز یوروویژن ۱۹۹۹، مسابقه آواز یوروویژن ۲۰۱۲ و مسابقه آواز یوروویژن ۲۰۱۵ و مسابقه آواز یوروویژن ۲۰۲۳  و در کنار ایرلند پرافتخارترین کشورهای مسابقات است.

## خلاصه
راهنما
| سال                       | هنرمند                             | زبان                  | عنوان                                 | فینال             | امتیاز            | نیمه‌نهایی                   | امتیاز                      |
| ------------------------- | ---------------------------------- | --------------------- | ------------------------------------- | ----------------- | ----------------- | --------------------------- | --------------------------- |
| مسابقه آواز یوروویژن ۱۹۵۸ | Alice Babs                         | زبان سوئدی            | "Lilla stjärna"                       | ۴                 | ۱۰                | بدون نیمه نهایی             | بدون نیمه نهایی             |
| مسابقه آواز یوروویژن ۱۹۵۹ | Brita Borg                         | سوئدی                 | "Augustin"                            | ۹                 | ۴                 | بدون نیمه نهایی             | بدون نیمه نهایی             |
| مسابقه آواز یوروویژن ۱۹۶۰ | Siw Malmkvist                      | سوئدی                 | "Alla andra får varann"               | ۱۰                | ۴                 | بدون نیمه نهایی             | بدون نیمه نهایی             |
| مسابقه آواز یوروویژن ۱۹۶۱ | Lill-Babs                          | سوئدی                 | "April, April"                        | ۱۴                | ۲                 | بدون نیمه نهایی             | بدون نیمه نهایی             |
| مسابقه آواز یوروویژن ۱۹۶۲ | اینگر برگرن                        | سوئدی                 | "Sol och vår"                         | ۷                 | ۴                 | بدون نیمه نهایی             | بدون نیمه نهایی             |
| مسابقه آواز یوروویژن ۱۹۶۳ | Monica Zetterlund                  | سوئدی                 | "En gång i Stockholm"                 | ۱۳                | ۰                 | بدون نیمه نهایی             | بدون نیمه نهایی             |
| مسابقه آواز یوروویژن ۱۹۶۴ | شرکت نکرد                          | شرکت نکرد             | شرکت نکرد                             | شرکت نکرد         | شرکت نکرد         | بدون نیمه نهایی             | بدون نیمه نهایی             |
| مسابقه آواز یوروویژن ۱۹۶۵ | Ingvar Wixell                      | زبان انگلیسی          | "Absent Friend"                       | ۱۰                | ۶                 | بدون نیمه نهایی             | بدون نیمه نهایی             |
| مسابقه آواز یوروویژن ۱۹۶۶ | Lill Lindfors and Svante Thuresson | سوئدی                 | "Nygammal vals"                       | ۲                 | ۱۶                | بدون نیمه نهایی             | بدون نیمه نهایی             |
| مسابقه آواز یوروویژن ۱۹۶۷ | Östen Warnerbring                  | سوئدی                 | "Som en dröm"                         | ۸                 | ۷                 | بدون نیمه نهایی             | بدون نیمه نهایی             |
| مسابقه آواز یوروویژن ۱۹۶۸ | Claes-Göran Hederström             | سوئدی                 | "Det börjar verka kärlek, banne mig"  | ۵                 | ۱۵                | بدون نیمه نهایی             | بدون نیمه نهایی             |
| مسابقه آواز یوروویژن ۱۹۶۹ | تومی کوربرگ                        | سوئدی                 | "Judy, min vän"                       | ۹                 | ۸                 | بدون نیمه نهایی             | بدون نیمه نهایی             |
| مسابقه آواز یوروویژن ۱۹۷۰ | شرکت نکرد                          | شرکت نکرد             | شرکت نکرد                             | شرکت نکرد         | شرکت نکرد         | بدون نیمه نهایی             | بدون نیمه نهایی             |
| مسابقه آواز یوروویژن ۱۹۷۱ | Family Four                        | سوئدی                 | "Vita vidder"                         | ۶                 | ۸۵                | بدون نیمه نهایی             | بدون نیمه نهایی             |
| مسابقه آواز یوروویژن ۱۹۷۲ | Family Four                        | سوئدی                 | "Härliga sommardag"                   | ۱۳                | ۷۵                | بدون نیمه نهایی             | بدون نیمه نهایی             |
| مسابقه آواز یوروویژن ۱۹۷۳ | The Nova                           | انگلیسی               | "You're Summer"                       | ۵                 | ۹۴                | بدون نیمه نهایی             | بدون نیمه نهایی             |
| مسابقه آواز یوروویژن ۱۹۷۴ | آبا                                | انگلیسی               | "واترلو (ترانه آبا)"                  | ۱                 | ۲۴                | بدون نیمه نهایی             | بدون نیمه نهایی             |
| مسابقه آواز یوروویژن ۱۹۷۵ | Lars Berghagen and The Dolls       | انگلیسی               | "Jennie, Jennie"                      | ۸                 | ۷۲                | بدون نیمه نهایی             | بدون نیمه نهایی             |
| مسابقه آواز یوروویژن ۱۹۷۶ | شرکت نکرد                          | شرکت نکرد             | شرکت نکرد                             | شرکت نکرد         | شرکت نکرد         | بدون نیمه نهایی             | بدون نیمه نهایی             |
| مسابقه آواز یوروویژن ۱۹۷۷ | Forbes                             | سوئدی                 | "Beatles"                             | ۱۸                | ۲                 | بدون نیمه نهایی             | بدون نیمه نهایی             |
| مسابقه آواز یوروویژن ۱۹۷۸ | بیون اسکیفس                        | سوئدی                 | "Det blir alltid värre framåt natten" | ۱۴                | ۲۶                | بدون نیمه نهایی             | بدون نیمه نهایی             |
| مسابقه آواز یوروویژن ۱۹۷۹ | Ted Gärdestad                      | سوئدی                 | "Satellit"                            | ۱۷                | ۸                 | بدون نیمه نهایی             | بدون نیمه نهایی             |
| مسابقه آواز یوروویژن ۱۹۸۰ | Tomas Ledin                        | سوئدی                 | "Just nu!"                            | ۱۰                | ۴۷                | بدون نیمه نهایی             | بدون نیمه نهایی             |
| مسابقه آواز یوروویژن ۱۹۸۱ | بیون اسکیفس                        | سوئدی                 | "Fångad i en dröm"                    | ۱۰                | ۵۰                | بدون نیمه نهایی             | بدون نیمه نهایی             |
| مسابقه آواز یوروویژن ۱۹۸۲ | Chips                              | سوئدی                 | "Dag efter dag"                       | ۸                 | ۶۷                | بدون نیمه نهایی             | بدون نیمه نهایی             |
| مسابقه آواز یوروویژن ۱۹۸۳ | کارولا هگکویست                     | سوئدی                 | "Främling"                            | ۳                 | ۱۲۶               | بدون نیمه نهایی             | بدون نیمه نهایی             |
| مسابقه آواز یوروویژن ۱۹۸۴ | هریایس                             | سوئدی                 | "Diggi-Loo Diggi-Ley"                 | ۱                 | ۱۴۵               | بدون نیمه نهایی             | بدون نیمه نهایی             |
| مسابقه آواز یوروویژن ۱۹۸۵ | کیکی دانیلسون                      | سوئدی                 | "Bra vibrationer"                     | ۳                 | ۱۰۳               | بدون نیمه نهایی             | بدون نیمه نهایی             |
| مسابقه آواز یوروویژن ۱۹۸۶ | Monica Törnell & لاسه هولم         | سوئدی                 | "E' de' det här du kallar kärlek?"    | ۵                 | ۷۸                | بدون نیمه نهایی             | بدون نیمه نهایی             |
| مسابقه آواز یوروویژن ۱۹۸۷ | لوتا انگبرگ                        | سوئدی                 | "Boogaloo"                            | ۱۲                | ۵۰                | بدون نیمه نهایی             | بدون نیمه نهایی             |
| مسابقه آواز یوروویژن ۱۹۸۸ | تومی کوربرگ                        | سوئدی                 | "Stad i ljus"                         | ۱۲                | ۵۲                | بدون نیمه نهایی             | بدون نیمه نهایی             |
| مسابقه آواز یوروویژن ۱۹۸۹ | تامی نیلسون                        | سوئدی                 | "En dag"                              | ۴                 | ۱۱۰               | بدون نیمه نهایی             | بدون نیمه نهایی             |
| مسابقه آواز یوروویژن ۱۹۹۰ | Edin-Ådahl                         | سوئدی                 | "Som en vind"                         | ۱۶                | ۲۴                | بدون نیمه نهایی             | بدون نیمه نهایی             |
| مسابقه آواز یوروویژن ۱۹۹۱ | کارولا هگکویست                     | سوئدی                 | "Fångad av en stormvind"              | ۱                 | ۱۴۶               | بدون نیمه نهایی             | بدون نیمه نهایی             |
| مسابقه آواز یوروویژن ۱۹۹۲ | کریستر بیوکمن                      | سوئدی                 | "I morgon är en annan dag"            | ۲۲                | ۹                 | بدون نیمه نهایی             | بدون نیمه نهایی             |
| مسابقه آواز یوروویژن ۱۹۹۳ | آروینگارنا                         | سوئدی                 | "Eloise"                              | ۷                 | ۸۹                | Kvalifikacija za Millstreet | Kvalifikacija za Millstreet |
| مسابقه آواز یوروویژن ۱۹۹۴ | ماری برگمن and راجر پونتاره        | سوئدی                 | "Stjärnorna"                          | ۱۳                | ۴۸                | بدون نیمه نهایی             | بدون نیمه نهایی             |
| مسابقه آواز یوروویژن ۱۹۹۵ | جان جوهانسن (خواننده)              | سوئدی                 | "Se på mig"                           | ۳                 | ۱۰۰               | بدون نیمه نهایی             | بدون نیمه نهایی             |
| مسابقه آواز یوروویژن ۱۹۹۶ | One More Time                      | سوئدی                 | "Den vilda"                           | ۳                 | ۱۰۰               | ۱                           | ۲۲۷                         |
| مسابقه آواز یوروویژن ۱۹۹۷ | Blond                              | سوئدی                 | "Bara hon älskar mig"                 | ۱۴                | ۳۶                | بدون نیمه نهایی             | بدون نیمه نهایی             |
| مسابقه آواز یوروویژن ۱۹۹۸ | جیل جانسون                         | سوئدی                 | "Kärleken är"                         | ۱۰                | ۵۳                | بدون نیمه نهایی             | بدون نیمه نهایی             |
| مسابقه آواز یوروویژن ۱۹۹۹ | شارلوت پرلی                        | انگلیسی               | "Take Me to Your Heaven"              | ۱                 | ۱۶۳               | بدون نیمه نهایی             | بدون نیمه نهایی             |
| مسابقه آواز یوروویژن ۲۰۰۰ | راجر پونتاره                       | انگلیسی               | "When Spirits Are Calling My Name"    | ۷                 | ۸۸                | بدون نیمه نهایی             | بدون نیمه نهایی             |
| مسابقه آواز یوروویژن ۲۰۰۱ | Friends                            | انگلیسی               | "Listen To Your Heartbeat"            | ۵                 | ۱۰۰               | بدون نیمه نهایی             | بدون نیمه نهایی             |
| مسابقه آواز یوروویژن ۲۰۰۲ | Afro-dite                          | انگلیسی               | "Never Let It Go"                     | ۸                 | ۷۲                | بدون نیمه نهایی             | بدون نیمه نهایی             |
| مسابقه آواز یوروویژن ۲۰۰۳ | Fame                               | انگلیسی               | "Give Me Your Love"                   | ۵                 | ۱۰۷               | بدون نیمه نهایی             | بدون نیمه نهایی             |
| مسابقه آواز یوروویژن ۲۰۰۴ | لنا فیلیپسون                       | انگلیسی               | "It Hurts"                            | ۵                 | ۱۷۰               | Top 11 Previous Year        | Top 11 Previous Year        |
| مسابقه آواز یوروویژن ۲۰۰۵ | مارتین استنمارک                    | انگلیسی               | "Las Vegas"                           | ۱۹                | ۳۰                | Top 12 Previous Year        | Top 12 Previous Year        |
| مسابقه آواز یوروویژن ۲۰۰۶ | کارولا هگکویست                     | انگلیسی               | "Invincible"                          | ۵                 | ۱۷۰               | ۴                           | ۲۱۴                         |
| مسابقه آواز یوروویژن ۲۰۰۷ | د آرک (گروه سوئدی)                 | انگلیسی               | "The Worrying Kind"                   | ۱۸                | ۵۱                | Top 10 Previous Year        | Top 10 Previous Year        |
| مسابقه آواز یوروویژن ۲۰۰۸ | شارلوت پرلی                        | انگلیسی               | "Hero"                                | ۱۸                | ۴۷                | 12a                         | ۵۴                          |
| مسابقه آواز یوروویژن ۲۰۰۹ | مالنا اررنمان                      | زبان فرانسوی، انگلیسی | "La voix"                             | ۲۱                | ۳۳                | ۴                           | ۱۰۵                         |
| مسابقه آواز یوروویژن ۲۰۱۰ | آنا برگندال                        | انگلیسی               | "This Is My Life"                     | Failed to qualify | Failed to qualify | ۱۱                          | ۶۲                          |
| مسابقه آواز یوروویژن ۲۰۱۱ | اریک سعاده                         | انگلیسی               | "محبوب (ترانه اریک سعاده)"            | ۳                 | ۱۸۵               | ۱                           | ۱۵۵                         |
| مسابقه آواز یوروویژن ۲۰۱۲ | لورین (خواننده)                    | انگلیسی               | "سرخوشی (ترانه)"                      | ۱                 | ۳۷۲               | ۱                           | ۱۸۱                         |
| مسابقه آواز یوروویژن ۲۰۱۳ | رابین استرجنبرگ                    | انگلیسی               | "You"                                 | ۱۴                | ۶۲                | کشور میزبان                 | کشور میزبان                 |
| مسابقه آواز یوروویژن ۲۰۱۴ | سانا نیلسن                         | انگلیسی               | "Undo"                                | ۳                 | ۲۱۸               | ۲                           | ۱۳۱                         |
| مسابقه آواز یوروویژن ۲۰۱۵ | مانس زلمرلو                        | انگلیسی               | "قهرمانان (ترانه مانس زلمرلو)"        | ۱                 | ۳۶۵               | ۱                           | ۲۱۷                         |
| مسابقه آواز یوروویژن ۲۰۱۶ | فرانس جپسن وال                     | انگلیسی               | "If I Were Sorry"                     | ۵                 | ۲۶۱               | کشور میزبان                 | کشور میزبان                 |
| مسابقه آواز یوروویژن ۲۰۱۷ | رابین بنگتسون                      | انگلیسی               | "نمی‌تونم ادامه بدم"                   | ۵                 | ۳۴۴               | ۳                           | ۲۲۷                         |
| مسابقه آواز یوروویژن ۲۰۱۸ | بنجامین اینگروسو                   | انگلیسی               | "Dance You Off"                       | ۷                 | ۲۷۴               | ۲                           | ۲۵۴                         |
| مسابقه آواز یوروویژن ۲۰۱۹ | جان لاندویک                        | انگلیسی               | "Too Late for Love"                   | ۵                 | ۳۳۴               | ۳                           | ۲۳۸                         |
| مسابقه آواز یوروویژن ۲۰۲۰ |                                    |                       |                                       |                   |                   |                             |                             |

## یادداشت
1. 1 2 3  According to the then-Eurovision rules, the top ten non-مسابقه آواز یوروویژن countries from the previous year along with the Big Four automatically qualified for the Grand Final without having to compete in semi-finals. For example, if Germany and France placed inside the top ten, the 11th and 12th spots were advanced to next year's Grand Final along with all countries ranked in the top ten.
2. 1 2  If a country had won the previous year, they did not have to compete in the semi-finals the following year.